# 一正蒲鉾
一正蒲鉾株式会社（いちまさかまぼこ）は、新潟県新潟市東区に本社を置く水産加工物製造業者である。

## 沿革
- 1965年 - 新潟市山木戸（現・新潟市東区山木戸）に新潟蒲鉾株式会社設立。
- 1966年 - 現社名に変更。
- 1977年 - 新潟市江口（現・新潟市東区江口）に江口工場を新設。→のちに閉鎖。
- 1979年 - かに風味かまぼこ「オホーツク」発売。
- 1985年 - 本社を現在地に移転。第38回全国蒲鉾品評会において農林水産大臣賞を受賞。
- 1989年 - 株式を店頭公開（現在のJASDAQ）。
- 1999年 - 本社工場ならびに江口工場で、HACCP承認を取得。
- 2002年 - 「カリッこいわし」発売。
- 2004年 - 社内5部門で、ISO9001:2000を取得。
- 2011年 - 株式会社ノザキフーズを吸収合併。
- 2013年 - 一正食品株式会社を吸収合併。
- 2014年
  - 6月11日 - JASDAQから東京証券取引所第二部へ市場変更。
  - 11月28日 - 東京証券取引所第一部に指定替え。
- 2015年6月 - 「プラチナくるみん」認定の新潟県第1号取得。
- 2016年 - 「うなる美味しさ うな次郎」を発売。
- 2023年10月20日 - 東京証券取引所スタンダード市場へ市場変更。

## 主な製品
- 小魚加工スナック「カリッこ」シリーズ
- かに風味かまぼこ
  - 「オホーツク」
  - 「シーサラダ」
- うなぎ風味かまぼこ「うな次郎」
- 舞茸

## 工場

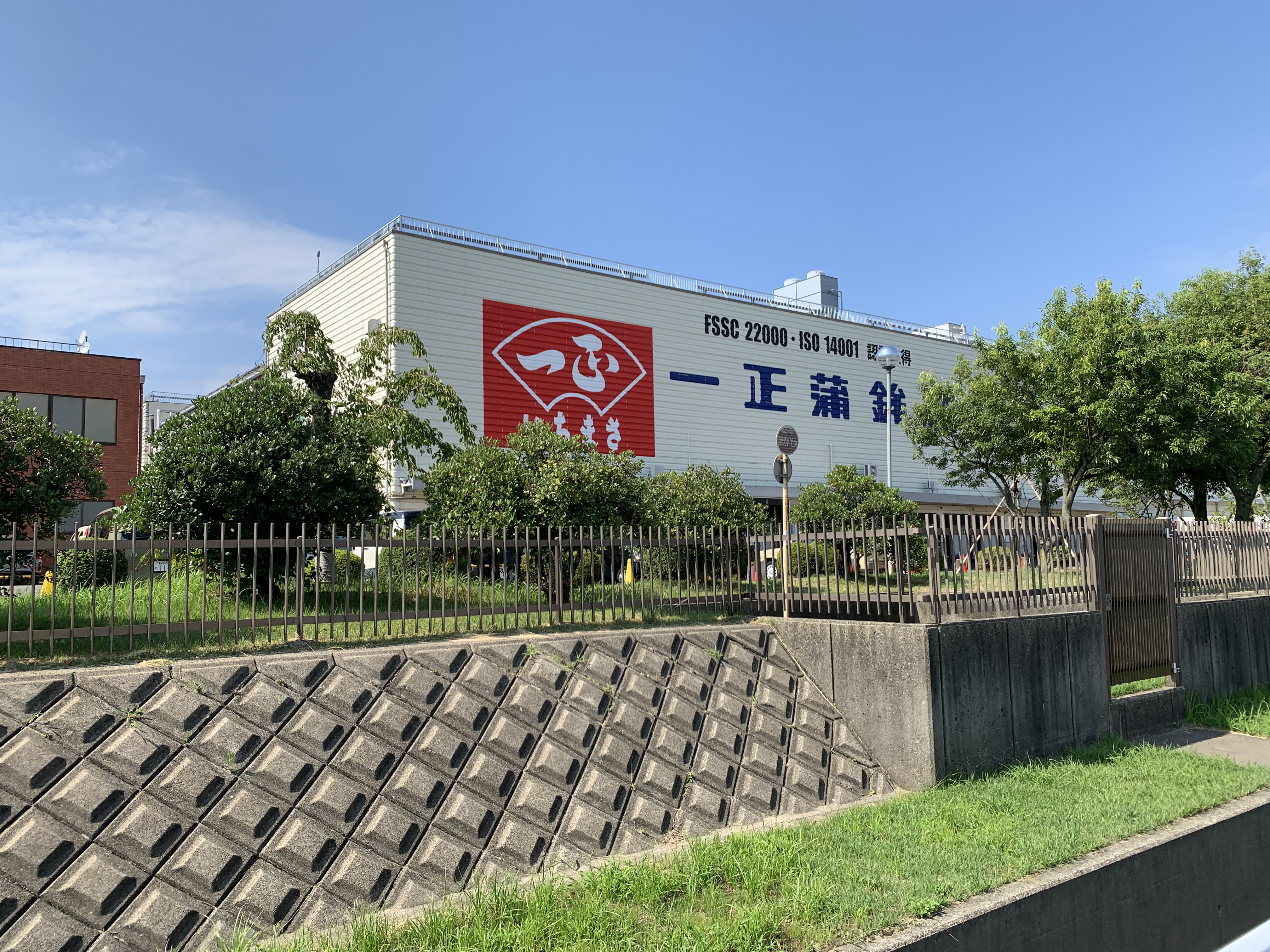
本社工場

- 本社工場（新潟市東区）
- 山木戸工場（新潟市東区）
- 東港工場（新潟市北区）
- 聖籠工場（新潟県北蒲原郡聖籠町）
- 北海道工場（北海道小樽市）
- 関西工場（滋賀県守山市）
- 栽培センター（新潟県阿賀野市）

## 関連会社
- イチマサ冷蔵
- マルス蒲鉾工業
- 一正農業科技（常州）有限公司

## アレルギー物質混入騒動
- 2007年10月17日、アレルギー物質として成分表示していない「卵」が混入している疑いがあるとして、練り物製品の自主回収を始めたと発表した[1]。全国のスーパーなどに出荷した、「さつま揚」をはじめとする18点、79万6000パックが対象。取引先から指摘があり自主検査をしたところ卵白の成分を検出した。原材料として仕入れたすり身に卵白が混入していたと見られる。卵にアレルギーがない場合は食べても問題はない。

## CM

### 出演者
- パトリック・ハーラン（2021年4月 - ）- 企業広告[2]

#### 過去
- 砂塚秀夫 - 北海ふぶき（1970年代後半）
- 斉藤清六 - オホーツク（1983年）
- 堀敏彦（現・テレビ新潟[3]アナウンサー） - オホーツク（斉藤清六と共演）
- NGT48（2015年11月 - 2019年1月）
  - 2015年からCMに起用していたが、同グループの暴行被害騒動について消費者からの意見を受け、NGT48が出演しているCMの放映を2019年1月に中止した[4][5]。その後契約終了[6]。

## 提供番組

### 現在
- news every.（金曜日 CMは関東地域のみ 日本テレビ系列）

### 過去
- ズームイン!!朝!（日本テレビ系列）
- アッコにおまかせ!（TBS系列）
- 森田一義アワー 笑っていいとも!（フジテレビ系列） CM出演していた齋藤清六がレギュラー。